# Haid-Siedlung
Die Haid-Siedlung (auch Haidsiedlung) ist ein Wohnplatz auf der Gemarkung des Königheimer Ortsteils Pülfringen im Main-Tauber-Kreis im Nordosten Baden-Württembergs.

## Geographie
Die umgebenden Orte sind Pülfringen im Nordosten, Schwarzenbrunn im Südsüdosten, Erfeld im Südwesten und Bretzingen im Westen.

## Geschichte
Auf dem Messtischblatt Nr. 6423 „Gissigheim“ von 1886 und auf dem aktualisierten Messtischblatt Nr. 6423 „Gissigheim“ von 1937 war der Ort jeweils noch unbesiedelt.  Der Wohnplatz kam als Teil der ehemals selbständigen Gemeinde Pülfringen am 1. Januar 1972 zur Gemeinde Königheim.

## Verkehr
Der Wohnplatz Haid-Siedlung ist über einen von der K 2893 abzweigenden Wirtschaftsweg zu erreichen. Von Pülfringen führt die Siedlerstraße zum Wohnplatz, an dem sich die gleichnamige Straße Haidsiedlung befindet.